# 6075 Zajtsev
A 6075 Zajtsev (ideiglenes jelöléssel 1976 GH2) a Naprendszer kisbolygóövében található aszteroida. Nyikolaj Sztyepanovics Csernih fedezte fel 1976. április 1-jén. A rádióteleszkópokkal foglalkozó Alekszandr Zajcev orosz mérnökről nevezték el.